# Pierres Couplées
Les Pierres Couplées, appelées aussi Pierres Encouplées, étaient une allée couverte située à Tourlaville, dans le département français de la Manche, en Normandie. L'édifice, classé au titre des monuments historiques en 1887, fut détruit en 1890 pour construire une redoute militaire.

## Historique
C'est le monument mégalithique le plus anciennement mentionné pour le département de la Manche : Gilles-Pierre de Chantereyne le mentionne dans un manuscrit consacré à l'histoire de Cherbourg daté de 1773. Les fouilles réalisées cette même année entrainent la destruction partielle du monument à son extrémité est et la disparition de toutes les tables de couverture sauf une. Vers 1830, L. Ragonde parvient à éviter la destruction du monument par des carriers.
L'édifice fait l’objet d’un classement comme cromlech au titre des monuments historiques en 1887 à la demande du commandant Jouan. En mars 1890, le génie militaire construit à peu de distance une redoute pour surveiller la rade de Cherbourg et détruit le monument dont les pierres furent récupérées dans la construction de l'édifice.

## Description
L'allée mesurait 15 m de longueur. Elle était orientée est-ouest. Sa largeur variait de 1,10 m à 3,50 m côté est, avec une moyenne à 2,50 m. Léon Coutil en dressa un plan en 1895. L'allée comportait alors huit orthostates côté nord et cinq côté est, mais elle en aurait comporté initialement quatorze de chaque côté. Une dalle de 1,40 m de longueur placée verticalement côté est pourrait avoir servi de fermeture. La seule table de couverture qui demeurait après les fouilles de 1773 mesurait 2 m sur 1,10 m. Toutes les dalles étaient en arkose.
Lors de sa destruction, deux haches polies de couleur noirâtre furent découvertes par les ouvriers.